# Брабазон, Эдвард, 2-й граф Мит
Эдвард Брабазон, 2-й граф Мит (англ. Edward Brabazon, 2nd Earl of Meath; ок. 1610 — 25 марта 1675) — англо-ирландский военный-роялист и пэр.

## Биография
Родился около 1610 года. Единственный сын Уильяма Брабазона, 1-го графа Мита (ок. 1580—1651), и Джейн Бингли (? — 1644).
В 1626 году Эдвард Брабазон был посвящен в рыцари. Заседал в Ирландской палате общин от Атлона в 1634—1635 годах.
Эдвард Брабазон сражался на стороне короля Карла I Стюарта в Англии во время Ирландского восстания 1641 года и Гражданской войны в Англии, участвуя в битве при Эджхилле в 1642 году и командуя конным отрядом в армии роялистов. Он был взят в плен вместе со своим отцом в 1644 году и заключен в лондонском Тауэре круглоголовыми на одиннадцать месяцев.
16 декабря 1651 года после смерти своег отца Эдвард Брабазона унаследовал титулы 2-го графа Мита (Пэрство Ирландии) и 3-го барона Арди в графстве Лаут (Пэрство Ирландии).
После Реставрации Стюартов лорд Мит стал членом Тайного совета Ирландии. Он утонул у Холихеда в 1675 году, когда плыл на лодке из Ирландии в Англию.

## Личная жизнь
В 1632 году Эдвард Брабазон женился на Мэри Шамбре (? — сентябрь 1685), дочери Карлотта Шамбре и Мэри Вильерс. У супругов было трое сыновей и две дочери:
- Леди Джейн Брабазон, она вышла замуж за достопочтенного Рэндла Мура, сына Чарльза Мура, 2-го виконта Мура из Дроэы
- Леди Мэри Брабазон, она вышла замуж за Роберта Нидэма
- Уильям Брабазон, 3-й граф Мит (ок. 1635 — март 1684), старший сын и преемник отца.
- Эдвард Брабазон, 4-й граф Мит (ок. 1638 — 22 февраля 1707)
- Шамбре Брабазон, 5-й граф Мит (ок. 1645 — 1 апреля 1715)[1].